# Покровское кладбище (Санкт-Петербург)
Покровское кла́дбище — православное кладбище Санкт-Петербурга. Расположено в Павловске, в посёлке Динамо. 
Кладбище расположено вблизи Церкви Екатерины и Рождества Пресвятой Богородицы. Своё название кладбище ведёт от названия близлежащей деревни Покровская.
История возникновения кладбища датируется 1731 годом, когда усадьбу, на которой располагался погост, получил в дар от Екатерины I граф Карл Скавронский.
Современная площадь — более 6 га. 
До кладбища возможно доехать на автотранспорте по шоссе Павловск — Гатчина до поселка Динамо, или на городском автобусе № 338 от станции Павловск до кольца или на пригородном автобусе № 529 до остановки «Динамо».